# Muhammet Kotanoğlu
Muhammet Nuri Kotanoğlu (ur. 1 sierpnia 1993) – turecki zapaśnik walczący w stylu wolnym. Zajął dziewiętnaste miejsce na mistrzostwach świata w 2019. Brązowy medalista mistrzostw Europy w 2019 i piąty w 2018. Drugi w indywidualnym Pucharze Świata w 2020. Wicemistrz MŚ wojskowych w 2025. Mistrz Europy U-23 w 2016 roku.